# 架空口座
架空口座（かくうこうざ）とは、金融機関の口座の一種である。現在の日本では基本的には違法なものである。

## 架空口座の種類
- 他人名義口座
他人の承諾を得て名義を借りて開設したもの。または、他人が開設した口座を購入したもの。または、他人の承諾を得ずに、身分証明書などを流用して勝手に開設したもの。
最近は、下の架空名義口座が規制されたので、この他人名義口座が多い。中には、暴力的手段で強奪したものもある。

- 架空名義口座
まったく架空の人物の名義の口座。仮名口座ともいわれる。現在は、本人確認書類の偽造などによって開設される。かつては、マル優という税制措置を使うために仮名口座を作成して預貯金を分散する事例が多くあり、1980年代以降の本人確認の強化につながった[1]。また、無記名預金口座も存在したが1988年に廃止された[2][3]。

## 架空口座の利点
- 脱税行為が容易になるという利点や、違法商品の販売代金回収の際に身元が判明しないという利点がある（ただし、自宅近くで取引をしない、私物端末からネット取引をしない、違法行為が発覚していてカードがATMに呑まれても大丈夫なようにカードの指紋を払拭してから挿入する、防犯カメラ対策をする等の工夫を要する）。

- 各種証券取引では、各国の証取関連法での監視・取締対策として、例えば株式でのインサイダー取引の例では、株価に大きな影響を及ぼす重大な情報の公表直後に巨額の利益を得た者を、監督・監視機関が検索すれば発覚するリスクが高いため、当該情報を得ることができてから公表までの間に、複数の架空および他人名義の証券口座に分散して日をずらして買う、あるいは空売りすることにより発覚のリスクを低減できる。

- 自身が巨額の金銭を所有することを強盗や誘拐犯等凶悪犯に知られると危険なため、これを懸念する者の場合、興信所等の調査機関の調査が入ると本人のみならず、家族や関係者等の協力者の口座に隠匿しても所有資産が発覚する危険性と、協力者に謀叛される恐れがあるため、安全のため国内外の無数の架空口座に分散して隠匿できる。また21世紀に入ってから無記名金融債の販売が縮小され、また証券交付が激減し保護預かりでしか購入できなくなるケースが多くなったため、1枚の紙に1000万円などの価値がある債権を保管するという方法が取りにくくなったことも影響している。しかしながら、一戸建ての居住者であれば数億円の現金を土中に埋蔵することも十分可能であり、必ずしもこの目的での架空口座の必要性は高くはない。

## 架空口座の危険性
架空名義口座は、捜査が入ったときなどに確実な本人確認資料が提出できないため、預貯金を引き出せなくなる危険がある。また、インターネットではよく架空口座販売が行なわれているが、その大部分は商品を送らないという詐欺であるとも言われる。
実際に架空口座の通帳とカードが届いても、不正蓄財のプールなどの目的で口座に入金したら、いつの間にか引き出されていたという被害も発生している。また、特殊詐欺の犯人が入手した架空口座に対して、被害者が振り込んだ金が横領された例も確認されている。これらは口座の売り主が口座に関する本人確認書類、暗証番号を確保していたり、代理人カードを持っている場合があるためである。

## 法律
かつて架空口座を直接禁止する法律は存在しなかったが、新井将敬衆議院議員による他人名義口座を利用した株取引が新井将敬事件として政治問題化したことを受け、1999年8月に成立・施行された政治倫理の確立のための仮名による株取引等の禁止に関する法律で国会議員の株券等（株券、新株予約権証券又は新株予約権付社債券）の取得又は譲渡を目的とした架空口座が禁止された。
後に、金融機関が架空口座を設けることを禁止する金融機関等による顧客等の本人確認等及び預金口座等の不正な利用の防止に関する法律（本人確認法）が2003年1月6日に施行された。2008年3月1日、対象の追加を目的として犯罪による収益の移転防止に関する法律が成立・施行された。